# NGC 1420
NGC 1420 је тројна звезда у сазвежђу Еридан која се налази на NGC листи објеката дубоког неба.
Деклинација објекта је - 5° 51' 8" а ректасцензија 3h 42m 40,0s. Привидна величина (магнитуда) објекта NGC 1420 износи 12,5.